# Взятие Сьюдад-Хуареса (1911)
Первое взятие Сьюдад-Хуареса (исп. Ciudad Juárez) произошло в мае 1911 года в начале Мексиканской революции. Паскуаль Ороско и Панчо Вилья, командовавшие отрядами революционных войск, осадили Сьюдад-Хуарес и после двух дней боев взяли город под свой контроль.
Просле начала революции лидер антидиктаторского движения Франсиско Мадеро в феврале 1911 года вернулся в Мексику. После нескольких незначительных столкновений с частями федеральной армии Порфирио Диаса Мадеро, Ороско и Вилья решили атаковать федеральный гарнизон в Сьюдад-Хуаресе. Взятие города позволяло им установить контроль между Мексикой и США. Кроме того, такой крупный успех революционеров вполне мог стать последним толчком, который опрокинул бы диктатуру Диаса.
Объединение сил Мадеро, Вильи и Ороско привело к созданию армии, способной сражаться с профессиональными солдатами, хотя федеральные войска по-прежнему имели преимущество в подготовке и дисциплине. Использовав железную дорогу, Мадеро послал часть своих сил для отвлекающей атаки на Агуа-Приета, которая оказалась успешной.
Основное наступление повстанцев началось 7 апреля, когда Мадеро повел свои 1500 человек на Сьюдад-Хуарес, имея в авангарде отряды Вильи и Ороско. По пути восставшие захватили Темосачик и Бауче, что сильно подняло их боевой дух.
Сьюдад-Хуарес, защищаемый 700 солдатами, был окружен с трех сторон, и единственным возможным путем выхода для осажденных федералов был северный путь в Эль-Пасо, США. Несмотря на то, что революционеры перекрыли подачу воды в город, а в гарнизоне заканчивались боеприпасы, его комендант генерал Хуан Н. Наварро отказался сдаться, убежденный, что неопытность повстанцев в осадном деле позволит ему продержаться.
В этот момент Порфирио Диас попытался договориться с Мадеро и планировал пойти на уступки. 23 апреля было заключено перемирие. Вилья и Ороско не хотели этого. 8 мая два генерала начали штурм города, не посоветовавшись с Мадеро. Мадеро попытался остановить бои, но Ороско и Вилья продолжили. Ороско атаковал на севере, а Вилла на юге. Оба они вели свои войска параллельно границе США, так что ни их выстрелы, ни выстрелы городского гарнизона не могли попасть на американскую сторону. Несколько тысяч американских гражданских лиц собрались в Эль-Пасо, чтобы наблюдать за боями в качестве зрителей.
Силы повстанцев захватили внешнюю оборону города, не встретив сопротивления, поскольку ни один федеральный офицер не желал отменять приказ не вести огонь. Вместо этого войска отошли вглубь города. Повстанцы взяли под контроль мосты, соединяющие город с США, отключили электричество и телеграф, захватили арену и в первый день боев вышли на окраину центра города, где была построена вторая линия обороны. Вместо того, чтобы атаковать на улицах, повстанцы использовали динамит, чтобы взрывать стены глинобитных домов, которые стояли рядом друг с другом, что позволило им продвигаться по городу дом за домом.
К вечеру 8 мая у защитников города закончилась вода, и они контролировали лишь несколько зданий в центре города. Генерал Наварро, опасаясь бунта среди солдат, начал переговоры с силами повстанцев и сдал город через два дня, 10 мая в 14:30. Быстрый захват города показал, что даже регулярные войска не были неуязвимы для партизанских армий.
Непосредственный эффект успеха повстанцев помог убедить Порфирио Диаса согласиться на требование революционеров о его отставке. Через два дня после окончания боёв Диас подписал договор в Сьюдад-Хуаресе с Мадеро и десять дней спустя подал в отставку и отправился в изгнание во Францию. Это событие положило конец первому этапу мексиканской революции.